# GPR6
GPR6 (англ. G protein-coupled receptor 6) – білок, який кодується однойменним геном, розташованим у людей на короткому плечі 6-ї хромосоми. Довжина поліпептидного ланцюга білка становить 362 амінокислот, а молекулярна маса — 37 881.
| 10         |  | 20         |  | 30         |  | 40         |  | 50         |
| ---------- |  | ---------- |  | ---------- |  | ---------- |  | ---------- |
| MNASAASLND |  | SQVVVVAAEG |  | AAAAATAAGG |  | PDTGEWGPPA |  | AAALGAGGGA |
| NGSLELSSQL |  | SAGPPGLLLP |  | AVNPWDVLLC |  | VSGTVIAGEN |  | ALVVALIAST |
| PALRTPMFVL |  | VGSLATADLL |  | AGCGLILHFV |  | FQYLVPSETV |  | SLLTVGFLVA |
| SFAASVSSLL |  | AITVDRYLSL |  | YNALTYYSRR |  | TLLGVHLLLA |  | ATWTVSLGLG |
| LLPVLGWNCL |  | AERAACSVVR |  | PLARSHVALL |  | SAAFFMVFGI |  | MLHLYVRICQ |
| VVWRHAHQIA |  | LQQHCLAPPH |  | LAATRKGVGT |  | LAVVLGTFGA |  | SWLPFAIYCV |
| VGSHEDPAVY |  | TYATLLPATY |  | NSMINPIIYA |  | FRNQEIQRAL |  | WLLLCGCFQS |
| KVPFRSRSPS |  | EV         |  |            |  |            |  |            |

A: Аланін

C: Цистеїн

D: Аспарагінова кислота

E: Глутамінова кислота

F: Фенілаланін

G: Гліцин

H: Гістидин

I: Ізолейцин

K: Лізин

L: Лейцин

M: Метіонін

N: Аспарагін

P: Пролін

Q: Глутамін

R: Аргінін

S: Серин

T: Треонін

V: Валін

W: Триптофан

Кодований геном білок за функціями належить до рецепторів, g-білокспряжених рецепторів, білків внутрішньоклітинного сигналінгу, фосфопротеїнів. 
Задіяний у такому біологічному процесі, як альтернативний сплайсинг. 
Локалізований у клітинній мембрані, мембрані.